# Terebratella crenulata
Terebratella crenulata är en armfotingsart som beskrevs av Sowerby 1846. Terebratella crenulata ingår i släktet Terebratella och familjen Terebratellidae. Inga underarter finns listade i Catalogue of Life.